# 宋朝学
宋朝学（1964年9月—），男，汉族，中华人民共和国政治人物。现任信永中和集团执行总裁，四川省新联会常务副会长。第十四届全国政协委员。